# Ellingen
Ellingen är en stad i Landkreis Weißenburg-Gunzenhausen i Regierungsbezirk Mittelfranken i förbundslandet Bayern i Tyskland.
Stadnen ingår i kommunalförbundet Ellingen tillsammans med kommunerna Ettenstatt och Höttingen.